# Mads Thychosen
Mads Døhr Thychosen (Vejle, 27 giugno 1997) è un calciatore danese, difensore dell'AIK.

## Caratteristiche tecniche
È un terzino destro dotato di grande foga agonistica.

## Carriera

### Club
Cresciuto tra il settore giovanile della piccola squadra del Vinding SF e quello del più importante Vejle, Thychosen ha esordito in prima squadra il 6 ottobre 2013 in occasione dell'incontro di 1. Division vinto 2-0 contro lo Hvidovre: nell'occasione, con i suoi 16 anni, 3 mesi e 9 giorni, è diventato il più giovane debuttante degli ultimi decenni di storia del club (il quale disponeva di dati a partire disponibili dal 1º luglio 1997).
Il 25 agosto 2014 è entrato a far parte della formazione Under-19 del Midtjylland con un contratto triennale. Poco più di un anno più tardi, il 25 ottobre 2015, Thychosen ha debuttato in prima squadra subentrando nell'incontro di Superligaen perso sul campo del Brøndby.
Nel giugno 2017 ha svolto un provino con l'Horsens, altro club di Superligaen che due settimane dopo ha annunciato l'arrivo in prestito di Thychosen fino al successivo 31 dicembre.
Rientrato al Midtjylland, nel gennaio 2018 ha firmato un rinnovo contrattuale fino all'estate 2023. Con 7 presenze nella prima fase della Superligaen 2017-2018 e 6 presenze nella fase play-off, a fine stagione si è laureato campione di Danimarca insieme alla squadra. L'anno seguente ha giocato titolare la finale di Coppa di Danimarca, vinta ai rigori contro il Brøndby nonostante il suo errore dal dischetto. Ha continuato a far parte dei rossoneri fino all'agosto 2019, mese in cui è stato ceduto.
L'8 agosto 2019, infatti, il Nordsjælland ha comunicato l'acquisto del terzino ventiduenne con un contratto quadriennale. Nei suoi anni di permanenza in giallorosso, Thychosen si è imposto fin da subito come titolare nell'undici di partenza.
Il 31 gennaio 2022 è stato riacquistato dal suo precedente club, il Midtjylland, con cui ha alternato presenze partendo dalla panchina ad altre collezionate dal primo minuto.
Il 30 giugno 2023 ha iniziato la sua prima parentesi all'estero con l'acquisto a titolo definitivo da parte degli svedesi dell'AIK, che in quel momento erano in crisi di risultati visto il temporaneo penultimo posto nell'Allsvenskan 2023, e che proprio per questo motivo avevano iniziato un processo di rinnovamento.

### Nazionale
Ha giocato numerose partite nelle varie nazionali giovanili danesi.

## Palmarès

### Club

#### Competizioni nazionali
- Campionato danese: 1

Mitjylland: 2017-2018
- Coppa di Danimarca: 1

Midtjylland: 2018-2019